# 胡晴雯
胡晴雯（1971年7月30日—），台灣女藝人，金門人。在靜宜大學中文系就讀時曾參加「嬌生「漂亮寶貝」選拔，從數千人中脫穎而出，成為嬌生代言人，並從此活躍於電視廣告界。

## 生平簡介
胡晴雯大學畢業後考上復興航空空姐，飛行國內航線三年後轉往華信航空擔任空姐；任職華信航空空姐一年多後，被網羅進東森電視，與郭子乾以雙主播的型式主持東森綜合台《娛樂7-UP》，正式進入演藝圈。
胡晴雯曾主持過無數的節目與活動，拍過眾多的電視廣告與擔任商品代言人，號稱「活動女王」與「廣告女王」。2005年，胡晴雯與交往八年的前台灣電視節目製作人俞凱爾分手。2006年8月，胡晴雯與香港戎氏集團總經理戎成德於香港註冊結婚。2006年10月，胡晴雯宣布淡出演藝圈，定居香港。

## 演出作品

### 電視劇
- 華視：《麻辣鮮師》(飾 胡亞雯)
- 東森綜合台：《艾曼紐要怎樣》
- 公視：《一樣的月光》(飾 錢麗如)
- 八大綜合台：《大老婆小老公》

## 主持作品

### 電視節目
- MTV中文台：《MTV Fresh》、《MTV新掀貨》、《MTV封神榜》
- 台北TV：《Window台北》
- 東森綜合台：《娛樂7-UP》、《星星物語》
- 公視：《公視萬花筒》、《果果恰恰》
- 緯來電視網：《美食特務》、《娛樂一週看》、《流行一週看》
- 民視：《綜藝大集合》、《大成校園巨星演唱會》、《驚爆排行榜》
- 中視：《大陸真奇妙》
- 非凡電視：《十點向錢看》
- 華視：《職訓大進擊》

### 廣播節目
- 快樂聯播網台中台：《晴雯Show！Show！Show！》

## 廣告/代言
| - 嬌生潤膚乳 - 晴絲洗髮精 - 味全醬油 - 大同洗衣機 - 熊寶貝洗衣精 - 中將湯 - 依必朗抗抗菌沐浴乳 | - 國際牌Panasonic家電 - 林莉婚紗 - 思薇爾內衣 - 金門酒廠面膜 - 金門二零零六金湖鎮海灘花蛤季 - 婕若琳魔術14第五代記憶型美體凝膠 - 中華民國95年全國郵展 |
|                                                                                                | |

## 出版作品

### 書籍
- 「旅遊保養美人書」, 2005年4月22日出版, 作者：胡晴雯, 柏室科技藝術出版。